# Hortfund von Uerdingen

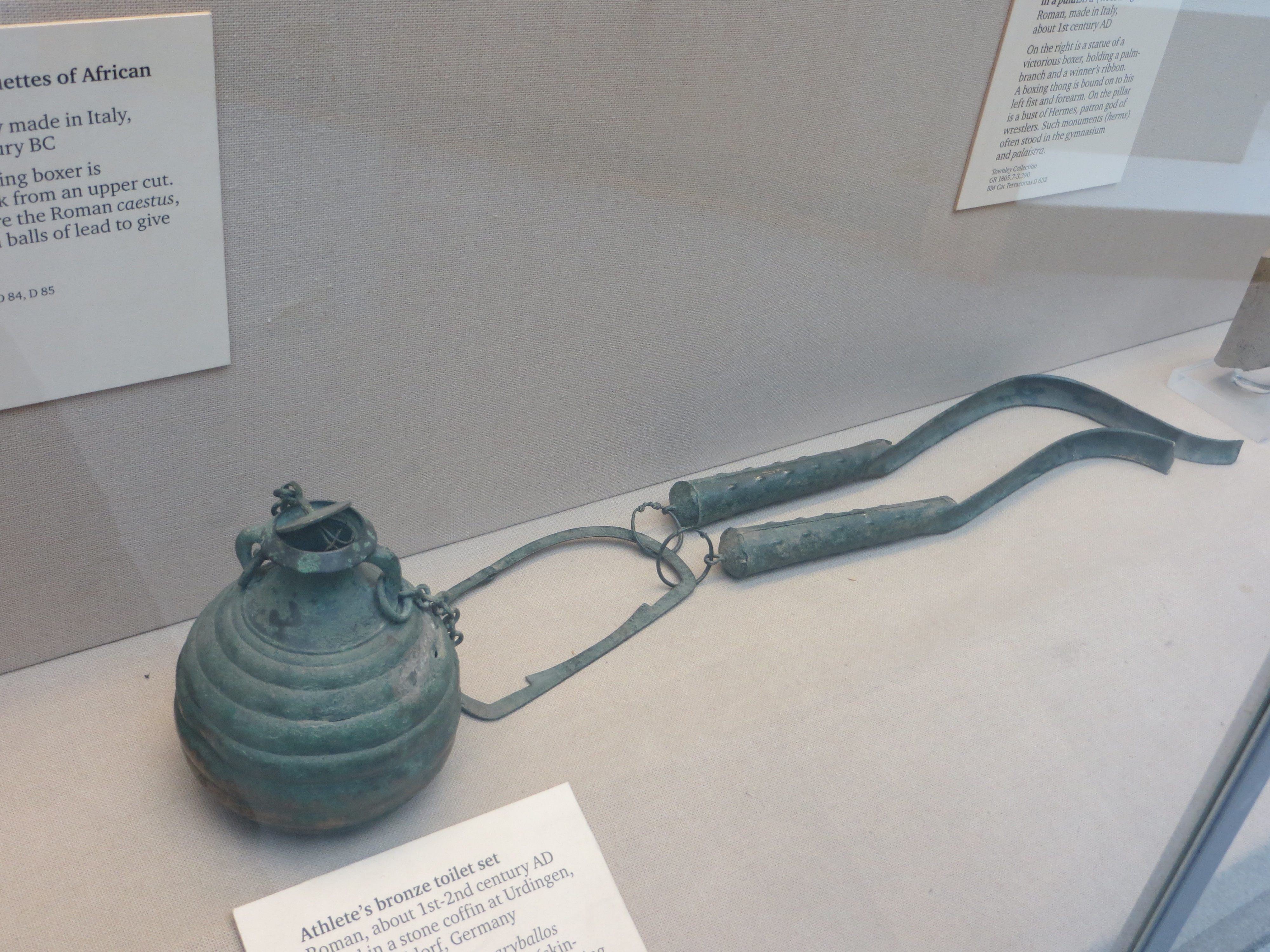
Hortfund von Uerdingen

Der Hortfund von Uerdingen bezeichnet eine sechsteilige Gruppe von historisch bedeutenden Funden antiker Gegenstände, die in einem römischen Grab Mitte des 19. Jahrhunderts im heutigen Krefelder Stadtteil Uerdingen gefunden wurden. Die Objekte wurden 1868 dem British Museum überlassen.

## Entdeckung
Die sechs Grabbeigaben aus dem 2. und 3. Jahrhundert wurden in einem steinernen Sarg gefunden. Später ging der bedeutende Fund in den Besitz des Arztes und Bankers George Witt (1804–1869) über. Dieser stiftete den Fund mit weiteren Teilen seiner Sammlung im Jahr 1868 vor seinem Tod dem British Museum in London.

## Beschreibung
Die im Grab gefundenen Gegenstände deuten darauf hin, dass der Verstorbene höchstwahrscheinlich männlich war und zur wohlhabenderen Schicht der römischen Gesellschaft gehörte. Modische und luxuriöse Gegenstände wurden dem Grab beigelegt. Der bedeutendste Teil des Fundes ist wohl ein gut erhaltenes Bronze-Toilettenset für Athleten. Es besteht aus einem Bronze-Aryballos und zwei Strigiles zur Reinigung der Haut durch Abschaben und anschließendes Einölen oder Parfümieren. Die Strigiles sind durch eine Kette verbunden und haben einen Reifen, um sie an der Wand aufzuhängen. Weiter fand man eine patinierte Glasschale sowie eine Griffschale, die zum Händewaschen beim Essen gereicht wurde. Andere Gegenstände waren ein zylindrischer Bronzetopf mit Deckel und ein grün gefärbtes Glasgefäß.

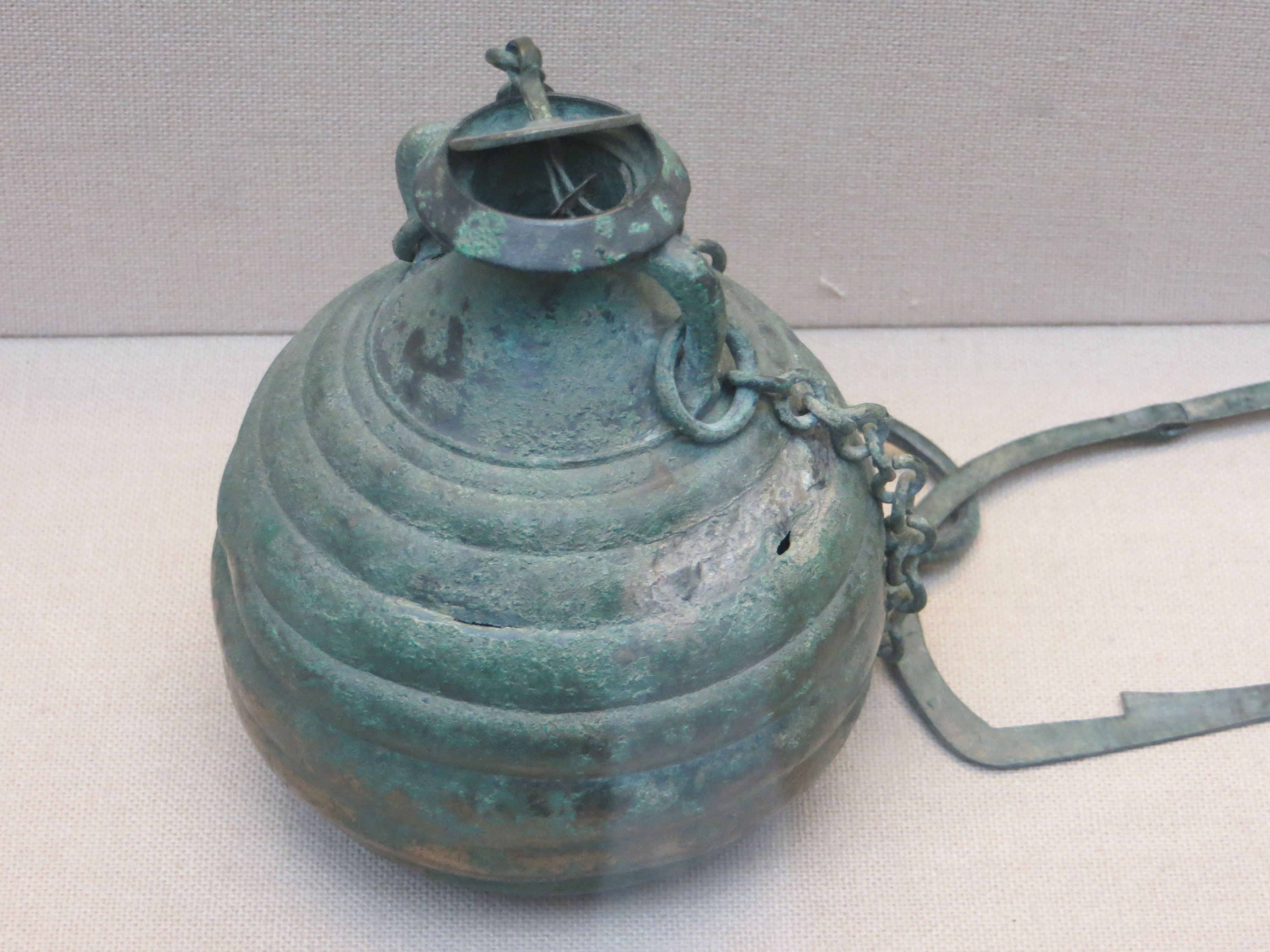
Aryballos
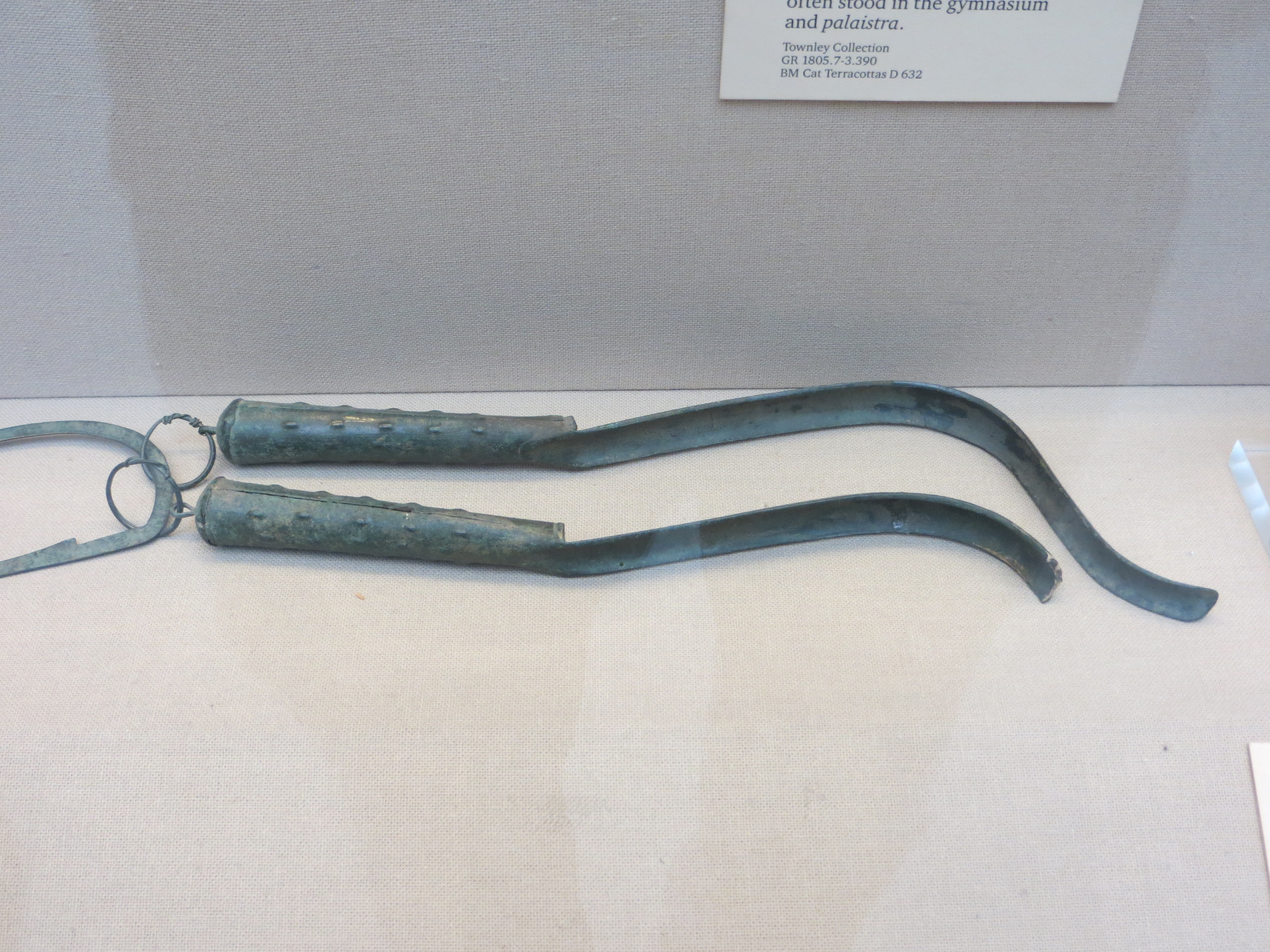
Strigiles
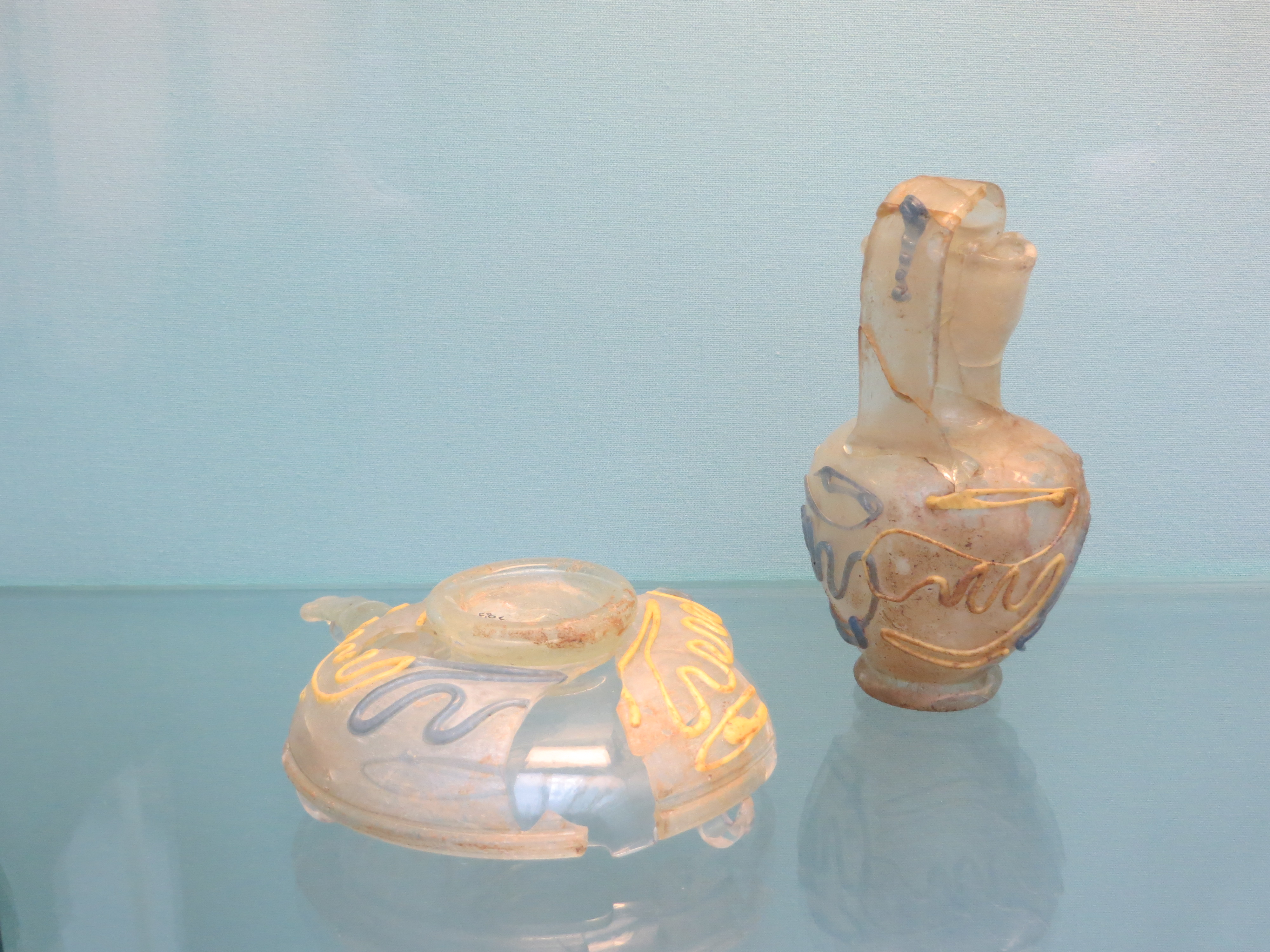
Glasschale und Griffschale